# Leonardo Astrada
Pour les articles homonymes, voir Astrada.
Leonardo Rubén Astrada était un footballeur argentin né le 6 janvier 1970 à Buenos Aires. Il évoluait au poste de milieu de terrain.

## Carrière

### Entraîneur
- 2004-2005 : River Plate  Argentine
- 2006 : CA Rosario Central  Argentine
- 2007-2008 : Colón  Argentine
- 2008-2009 : Estudiantes  Argentine
- 2009-2010 : CA River Plate  Argentine
- 2011-(mar-sep) : Cerro P  Paraguay
- 2012-(mar-nov) : Argentinos  Argentine[1]
- août 2014-mars 2015 : Cerro Porteño  Paraguay
- 2015-(mar-vov) : ASMD Atlético de Rafaela  Argentine

## Sélections
- 32 sélections et 1 but avec l' Argentine de 1991 à 1999.